# Pirenópolis (ort)
Pirenópolis är en ort i Brasilien.   Den ligger i kommunen Pirenópolis och delstaten Goiás, i den centrala delen av landet, 110 km väster om huvudstaden Brasília. Pirenópolis ligger 751 meter över havet och antalet invånare är 13 615.
Terrängen runt Pirenópolis är huvudsakligen kuperad, men åt sydväst är den platt. Pirenópolis ligger nere i en dal. Det finns inga andra samhällen i närheten.
Omgivningarna runt Pirenópolis är huvudsakligen savann. Runt Pirenópolis är det glesbefolkat, med 9 invånare per kvadratkilometer.